# Impacto econômico da invasão russa da Ucrânia (2022)
O impacto econômico da invasão russa da Ucrânia em 2022 começou no final de fevereiro de 2022, dias depois que a Federação Russa reconheceu duas repúblicas separatistas e autorizou o uso da força militar contra a Ucrânia . As sanções econômicas subseqüentes impactaram grande parte da economia russa, oligarcas russos e membros do governo da Rússia . A Rússia respondeu com sanções próprias. Tanto o conflito quanto as sanções tiveram um impacto fortemente negativo na recuperação econômica mundial durante a atual recessão do COVID-19 .

## Conjuntura
A partir de 2014, a Rússia vinha enfrentando sanções em razão da anexação da Crimeia, que havia prejudicado o crescimento econômico do país. Em 2020, a recessão do COVID-19 e a guerra de preços do petróleo com a Arábia Saudita também afetaram a economia russa. Sanções adicionais ocorreram no período que antecedeu a invasão em 2021. O mercado de ações russo caiu 20% durante a escalada militar.

## Impacto nos mercados
Os ataques de 2022 e o sanções econômicas subsequentes teve um impacto severo na economia russa.

### Custo de alimentos e colheitas
Os preços do trigo subiram para os preços mais altos desde 2008 em resposta aos ataques de 2022. A Ucrânia é o quarto maior exportador de milho e trigo e o maior exportador mundial de óleo de girassol, com a Rússia e a Ucrânia exportando juntas cerca de 29% da oferta mundial de trigo e 75% das exportações mundiais de óleo de girassol. O contrato futuro de trigo de referência da Bolsa de Chicago em março atingiu seu preço mais alto desde 2012 em 25 de fevereiro, com os preços do milho e da soja também em alta. O presidente da American Bakers Association (Associação de Padarias dos EUA) alertou que o preço de qualquer coisa feita com grãos começaria a subir, pois todos os mercados de grãos estão inter-relacionados. O economista-chefe agrícola do Wells Fargo afirmou que a Ucrânia provavelmente ficará severamente limitada em sua capacidade de plantar na primavera de 2022 e perderá um ano agrícola, enquanto um embargo às safras russas criaria mais inflação nos preços dos alimentos. A recuperação da capacidade de produção agrícola pode levar anos, mesmo após o fim dos combates.
Os preços crescentes do trigo resultantes do conflito pressionaram países como o Iraque e o Egito, que são altamente dependentes das exportações de trigo da Rússia e da Ucrânia, e provocaram temores de agitação social. Em 24 de fevereiro, o governo chinês anunciou que retiraria todas as restrições ao trigo russo como parte de um acordo alcançado no início do mês de fevereiro; o South China Morning Post chamou isso de um importante auxílio em potencial para a economia russa. Em 4 de março, a Organização das Nações Unidas para Agricultura e Alimentação (FAO) informou que o Índice Mundial de Preços de Alimentos atingiu um recorde histórico em fevereiro, registrando um aumento de 24% ano a ano. A maioria dos dados do relatório de fevereiro foi compilada antes da invasão, mas analistas disseram que um conflito prolongado pode ter um grande impacto nas exportações de grãos.

### Óleo cru
Como resultado da guerra, os preços do petróleo Brent subiram acima de US$ 100 o barril pela primeira vez desde 2014. No total, de 22 de fevereiro, quando as sanções se iniciarma,  até 28 de fevereiro, quando as sanções ao Banco Central da Rússia foram aplicadas, o preço do West Texas Intermediate e do Brent (Petróleo) subiu cerca de US$ 5 por barril.
Em 27 de fevereiro, a BP (British Petroleum), uma das sete maiores empresas de petróleo e gás do mundo e o maior investidor estrangeiro na Rússia, anunciou que estava se desfazendo da Rosneft . A participação da Rosneft compreende cerca de metade das reservas de petróleo e gás da BP e um terço de sua produção. O desinvestimento pode custar à empresa até US$ 25 bilhões e analistas observaram que é improvável que a BP consiga recuperar uma fração desse custo. No mesmo dia, o Fundo de Pensões do Governo da Noruega, o maior fundo soberano do mundo, anunciou que iria se desfazer de seus ativos russos. O fundo possuía cerca de 25 bilhões de coroas norueguesas (US$ 2,83 bilhões) em ações de empresas russas e títulos do governo.
Em 28 de fevereiro, o governo do Canadá anunciou a proibição das importações de petróleo bruto russo para o Canadá devido à invasão; de acordo com o governo do Canadá, não estava importando petróleo bruto da Rússia no momento em que a proibição foi informada.
Em 2 de março, as ações da Gazprom, Rosneft e Lukoil, que têm cotações secundárias em Londres, perderam respectivamente 99,2%, 88,1% e 99,6% de seu valor acumulado no ano. Em setembro de 2021, a Lukoil e a Rosneft tinham uma capitalização de mercado combinada de US$ 140 bilhões, até 2 de março seu valor de mercado combinado era de apenas US$ 9,3 bilhões, apagando US$ 130 bilhões em valor. Devido à baixa demanda por petróleo bruto russo, o petróleo bruto russo de referência, o petróleo dos Urais, estava sendo negociado com um desconto de18 dólares em relação ao Brent (Petróleo) e ainda lutava para encontrar compradores, pois os comerciantes de petróleo temiam sanções. Foi estimado pela Energy Aspects, uma consultoria, que até 70% do petróleo russo estava "lutando para encontrar compradores", já que seu mercado normal de exportação da Europa buscava petróleo bruto no Oriente Médio. Embora as sanções e a toxicidade de ser visto fazendo negócios na Rússia fossem os principais fatores de risco, outro era a dificuldade da situação de guerra no Mar Negro. Isso levou as grandes companhias de navegação a exigirem seguro de guerra para os navios-tanque que saíam de Novorossiysk, o principal terminal de exportação de petróleo da Rússia. As dificuldades do seguro também afetaram o petróleo cazaque, que usa Novorossiysk para seu campo de Tengiz .
Em 8 de março, o presidente dos EUA, Joe Biden, anunciou a proibição de importação de petróleo da Rússia, dizendo a repórteres: "Estamos proibindo todas as importações de petróleo e gás russos. Isso significa que o petróleo russo não será mais aceitável nos portos dos EUA e o povo americano dará outro golpe poderoso na máquina de guerra de Putin."

### Organizações e corporações internacionais
Kristalina Georgieva, diretora-gerente do Fundo Monetário Internacional, alertou que o conflito representa um grande risco econômico para a região e internacionalmente e acrescentou que o Fundo pode ajudar outros países afetados pelo conflito, com um pacote complementar de empréstimos de US$ 2,2 bilhões que está sendo preparado para ajudar a Ucrânia. David Malpass, presidente do Grupo Banco Mundial, disse que o conflito teria efeitos econômicos e sociais de longo prazo e informou que o banco estava preparando opções para um apoio econômico e fiscal significativo aos ucranianos e à região.

#### Boicotes corporativos e remoções de serviço
Muitas empresas internacionais de varejo e atacado anunciaram uma suspensão ou o fim de suas operações na Rússia e, em muitos casos, também na Bielorrússia. Alguns dos empresas boicotam Rússia e Bielorrússia sao:
- Envio: UPS, FedEx e DHL anunciaram que interromperiam os envios para a Rússia e a Ucrânia.[35][36] A Maersk e a MSC anunciaram que quaisquer novos envios de contêineres de e para a Rússia seriam suspensos.[37][38]
- Entretenimento: Disney,[39] Netflix,[40] Paramount e Universal,[41] Sony Pictures Entertainment,[42] Warner Media / Warner Bros. O TikTok restringiu o acesso a usuários russos e acesso a conteúdo russo.[43]
- Alimentos e bebidas: Yum Brands ( KFC, Pizza Hut ) [44] McDonald's,[45] Starbucks,[46][47] Coca-Cola,[48][49] PepsiCo[48] (exceto leite e outros produtos lácteos, fórmulas para bebês e alimentos para bebês),[50] Heineken NV (exceto para suas marcas russas),[51][52][53] Carlsberg (exceto para suas marcas russas),[54][55][56] Nestlé,[57] e outros.
- Tecnologia: Apple,[58] Adobe,[59] Cisco,[60] Dell,[61] Oracle,[62] Microsoft,[63] Panasonic,[64] Samsung,[65] e muito mais.
- Automotivo: os fabricantes de automóveis Ford, General Motors, Jaguar e Volvo suspenderam todas as vendas e operações na Rússia.[66] A Honda suspendeu todas as exportações para a Rússia e a Toyota anunciou que interrompeu a produção em sua fábrica em São Petersburgo e cessou todos os embarques para a Rússia. A Mazda suspendeu os embarques de peças para a Rússia.[67] A Volkswagen suspendeu a produção e interrompeu as exportações para a Rússia.[68] Nissan vai suspender fabricação e exportação de veículos.[69] A Stellantis, fabricante dos veículos Jeep, Fiat e Peugeot, suspendeu as exportações de carros da Rússia e as importações de veículos para o país.[70] A Hyundai anunciou a suspensão da produção na Rússia.[71][72][73]

### Mercados de ações, setor bancário e o rublo
Na Rússia, a primeira rodada de sanções econômicas em resposta à invasão da Ucrânia pela Rússia em 2022 teve um efeito imediato. O mercado de ações russo caiu, caindo 39%, medido pelo RTS Index, em 24 de fevereiro, no primeiro dia da invasão, recuperando cerca de 26% no dia seguinte; no entanto, em 28 de fevereiro, uma segunda-feira, a bolsa de valores de Moscou fechou por causa da "situação em desenvolvimento". A bolsa de valores de Moscou permaneceu fechada na terça e na quarta-feira, marcando o fechamento mais longo do mercado de ações desde outubro de 1998 . Além disso, permaneceu fechado até pelo menos 18 de março de 2022, marcando três semanas completas de fechamento.
O rublo caiu para valores mínimos recordes quando os russos correram para trocar dinheiro. As bolsas de valores de Moscou e São Petersburgo tiveram suas atividades suspensas. O Banco Central da Rússia anunciou suas primeiras intervenções no mercado desde a anexação da Crimeia em 2014 para estabilizar o mercado. Também elevou as taxas de juros para 20% e proibiu estrangeiros de vender títulos locais. As sanções colocam o fundo soberano da Rússia em risco de desaparecer. Longas filas e caixas eletrônicos vazios foram relatados em cidades russas.
Uma segunda rodada de sanções envolveu vários bancos russos sendo removidos do SWIFT e sanções diretas ao Banco Central da Rússia . O valor do rublo caiu 30% em relação ao dólar americano, chegando a ₽119/$1 em 28 de fevereiro. O banco central russo elevou as taxas de juros para 20% como resultado. Em uma tentativa de equilibrar o rublo afundando, fechou temporariamente a Bolsa de Valores de Moscou, ordenou que as empresas russas vendessem 80% das reservas cambiais e proibiu os estrangeiros de liquidar ativos na Rússia. Em 7 de março, foi relatado que o rublo estava tão baixo quanto na proporção de 142,46 rublos para 1 dólar.
Também em 28 de fevereiro, a Mastercard Inc. bloqueou várias instituições financeiras russas de sua rede de pagamentos. Em 1º de março, a VISA Inc. anunciou que havia bloqueado aqueles na lista de sanções e que eles estavam "preparados para cumprir sanções adicionais que possam ser implementadas". A Binance, a maior corretora de criptomoedas (exchange) do mundo, anunciou que bloquearia cidadãos russos que sofreram sanções, mas não congelaria unilateralmente todas as contas de usuários russos. A Coinbase, uma plataforma de troca de criptomoedas, bloqueou 25.000 endereços de carteira de criptomoedas relacionados à Rússia, acreditando que eles se envolveram em atividades ilícitas. No entanto, a Coinbase também disse que "não instituiria uma proibição geral em todas as transações da Coinbase envolvendo endereços russos".
Em 2 de março, a negociação de títulos russos listados no mercado de Londres caiu acentuadamente antes que a Bolsa de Valores emLondres suspendesse o comércio de 27 títulos russos. "O negócio do índice FTSE Russell removeu as listagens russas de seus índices, a Bolsa de Valores de Londres suspendeu a negociação de 27 títulos listados na Rússia", afirmou o CEO da Bolsa de Valores de Londres, David Schwimmer . Das perdas mais graves, Sberbank caiu 99,72% no acumulado do ano para negociar por cerca de um centavo, a Lukoil caiu 99,2%, a Polyus caiu 95,58%, a Gazprom caiu 93,71% e a Rosneft caiu 92,52%.

## Impacto na população
Devido à piora da situação econômica na Rússia, juntamente com a agitação civil e política, as pessoas fugiram do país. Um jornalista que fugiu para a Geórgia escreveu em sua página no Facebook: "Você acha que somos todos turistas. . . Somos refugiados. . . Não fugimos de balas, bombas e mísseis, mas da prisão." Com grandes seções de espaço aéreo fechadas para aeronaves russas, voos da Rússia para Tel Aviv, Israel ; Istambul, Turquia ; Yerevan, Armênia ; Baku, Azerbaijão ; e Tbilisi, na Geórgia, foram vendidos por muitos dias, assim como ônibus para os estados bálticos. Um técnico russo baseado na Letônia, vendo alta demanda para deixar o país, fretou um voo e preencheu os aproximadamente 160 assentos em 24 horas. A onda de emigração fez com que muitos funcionários e analistas alertassem para um possível obstáculo significativo de longo prazo para a economia, especialmente se a emigração for permanente.
Aqueles que permanecem na Rússia enfrentam inflação e desemprego crescentes, crédito caro, controles de capital, viagens restritas e escassez de mercadorias. Analistas identificaram semelhanças com as condições na década seguinte ao colapso da União Soviética no final da Guerra Fria .
Devido à invasão em grande escala da Rússia na Ucrânia, várias empresas de tecnologia estrangeiras importantes se retiraram da Rússia ou suspenderam suas operações. De outra forma,  as autoridades russas também dobraram o uso de sua tecnologia de “internet soberana” para bloquear o acesso a várias plataformas independentes de mídia e mídia social. Ao todo, permitiu à Rússia colocar todo o país em isolamento digital.

## Oposição a sanções
Nações e indivíduos que se opõem às sanções contra a Rússia afirmam que as sanções geralmente não resultariam em mudanças nas políticas da nação sancionada e que as sanções prejudicam principalmente a população civil que tem pouco controle sobre as questões relativas à política externa.